# Peter Christian Skovgaard
Peter Christian Skovgaard (Ringsted, 1817-Copenhague, 1875) fue un pintor danés. Es conocido por sus obras de grandes dimensiones sobre el paisaje danés. Fue uno de los principales representantes de la Edad de Oro danesa.

## Biografía
Nació cerca de Ringsted, hijo del agricultor Tham Masmann Skovgaard y su esposa Elisabeth Cathrine. Aprendió lo básico de dibujo de su madre y entre 1831 y 1835 asistió a la Academia Real de Bellas Artes de Dinamarca. Allí estudió arte clásico y el paisaje, convirtiéndose en uno de los más famosos artistas del paisaje de su país.
Su hijo Joakim fue también pintor.